# Моторный, Александр Родионович
Александр Родионович Моторный (1909 года, село Знаменка, Семипалатинская область, Российская империя — дата смерти неустановлена, Глубоковский район, Восточно-Казахстанская область) — председатель колхоза имени Кирова Глубоковского района Восточно-Казахстанской области, Казахская ССР. Герой Социалистического Труда (1966).

## Биография
Родился в 1909 году в крестьянской семье в селе Знаменка (сегодня — Бородулихинский район). Работать начал на строительстве Турксиба. После окончания в 1930 году Семипалатинского сельскохозяйственного техникума (сегодня — КГКП «Колледж строительства» УО ВКО акимата) работал зоотехником в Кокпектинском районе Семипалатинской области, позднее — зоотехником в колхозе имени Ленина Кировского района, главным зоотехником Восточно-Казахстанской области и Заульбинской МТС.
В 1956 году назначен председателем колхоза имени Кирова Глубоковского района. Вывел колхоз в передовые сельскохозяйственные предприятия по району, за что в январе 1957 года был награждён Орденом Ленина. Участвовал в работе всесоюзной выставке ВДНХ, где был награждён золотой медалью.
За выдающиеся успехи, достигнутые в увеличении производства и заготовок масличных культур удостоен звания Героя Социалистического Труда указом Президиума Верховного Совета СССР от 30 апреля 1966 года c вручением ордена Ленина и золотой медали «Серп и Молот».
После выхода на пенсию проживал в Глубоковском районе.
Награды
- Герой Социалистического Труда
- Орден Ленина — дважды (11.01.1957; 30.04.1966)
- Орден Октябрьской Революции (08.04.1971)
- Орден «Знак Почёта» (22.06.1950)
- Медаль «За освоение целинных земель»
- Золотая медаль ВДНХ